# Lampornis sybillae
Lampornis sybillae là một loài chim trong họ Trochilidae.